# Greenup (Kentucky)
Greenup è un comune degli Stati Uniti d'America, situato nello Stato del Kentucky, nella Contea di Greenup, della quale è il capoluogo.